# Stéphanie Possamaï
Stéphanie Possamaï (30 de julho de 1980) é uma judoca francesa. 
Foi medalhista olímpica, obtendo um bronze em Judô nos Jogos Olímpicos de Verão de 2008, Pequim.